# 16e sessie van de Commissie voor het Werelderfgoed

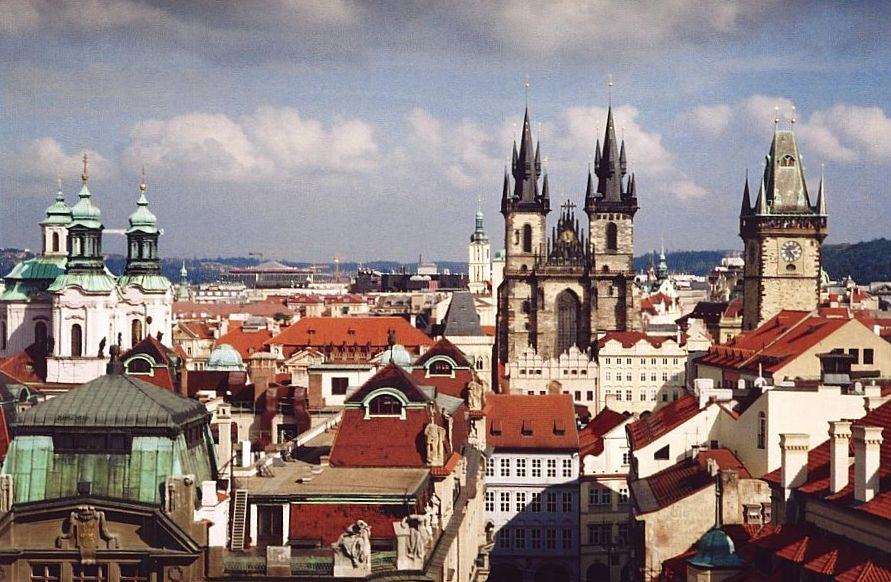
Historisch centrum van Praag

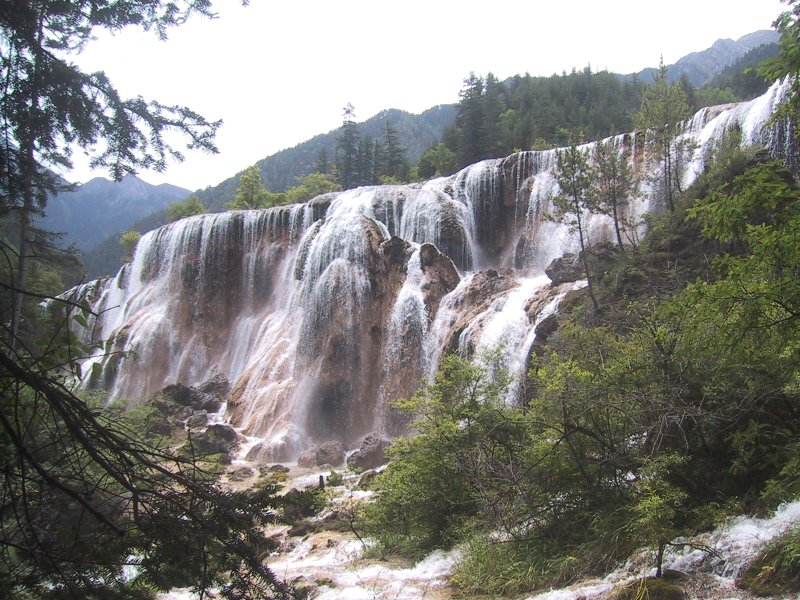
Jiuzhaigou-vallei in China

De 16e sessie van de Commissie voor het Werelderfgoed van UNESCO vond van 7 december tot 14 december 1992 plaats in Santa Fe in de Verenigde Staten. Er werden 20 nieuwe omschrijvingen aan de werelderfgoedlijst toegevoegd. Hiervan waren 16 dossiers met betrekking tot cultureel erfgoed en 4 met betrekking tot natuursites. Het totale aantal inschrijvingen komt hiermee op 378 (276 cultureel erfgoed, 15 gemengde omschrijvingen en 87 natuurlijk erfgoed). Op de lijst van bedreigd werelderfgoed of rode lijst werden zeven locaties toegevoegd.

## Wijzigingen in 1992
In 1992 zijn de volgende locaties toegevoegd:

### Cultureel erfgoed
- Albanië: Butrint (uitgebreid in 1999 en 2007)
- Algerije: Kasba van Algiers
- Cambodja: Angkor (eveneens toevoeging op rode lijst)
- Duitsland: Rammelsbergmijnen, historisch centrum van Goslar en hydraulisch watersysteem van de Opper-Harz (uitgebreid in 2008 en 2010)
- Frankrijk: Kathedraal van Bourges
- Griekenland: Pythagoreion en Heraion van Samos
- Mexico: Precolumbiaanse stad El Tajín
- Polen: Oude stad Zamość
- Rusland: Historische monumenten van Novgorod en omgeving
- Rusland: Cultureel en historisch ensemble van de Solovetski-eilanden
- Rusland: Witte monumenten van Vladimir en Soezdal
- Thailand: Archeologisch Ban Chiang
- Tsjechië: Historisch centrum van Praag
- Tsjechië: Historisch centrum van Český Krumlov
- Tsjechië: Historisch centrum van Telč
- Verenigde Staten van Amerika: Pueblo de Taos

### Natuurerfgoed
- Australië: Frasereiland
- China: Jiuzhaigou-vallei
- China: Berglandschap van Huanglong
- China: Berglandschap van Wulingyuan

### Uitbreidingen
In 1992 werden volgende locaties uitgebreid:
- Polen / Wit-Rusland: Woud van Białowieża (initieel erkend als natuurerfgoed in 1979, toevoeging deel Wit-Rusland)
- Peru: Nationaal park Rio Abiseo (initieel als natuurerfgoed erkend in 1990, nu uitgebreid en erkend als gemengd erfgoed)
- Canada / Verenigde Staten: Kluane / Wrangell-St. Elias / Glacier Bay National Park and Preserve (initieel erkend als natuurerfgoed in 1979, toevoeging van Glacier Bay)
- Duitsland: Paleizen en parken van Potsdam en Berlijn (initieel als cultureel erfgoed erkend in 1990, uitgebreid met onder meer de site van Slot Sacrow en de Verlosserkerk)
- Malta: Megalithische tempels van Malta (initieel als cultureel erfgoed erkend in 1980)
- Australië: Nationaal park Kakadu (initieel erkend als gemengd erfgoed in 1981, een eerste maal reeds uitgebreid in 1987, nu nog verder uitgebreid)

### Verwijderd van de rode lijst
In 1992 werd een locatie verwijderd van de rode lijst.
- Nationaal park Garamba in de Democratische Republiek Congo (op rode lijst van 1984 tot 1992, op 1996 terug op rode lijst en nog niet terug van de lijst)

### Toegevoegd aan de rode lijst
In 1992 werden zeven locaties toegevoegd aan de lijst van bedreigd werelderfgoed of rode lijst.
- Guinee / Ivoorkust: Natuurreservaat Mount Nimba (nog steeds op rode lijst)
- Niger: Natuurreservaten Aïr en Ténéré (nog steeds op rode lijst)
- Nationaal Park Plitvicemeren in Kroatië (tot 1997 op de rode lijst)
- Natuurreservaat Srebarna, Bulgarije (tot 2003 op de rode lijst)
- Angkor, Cambodja (tot 2004 op de rode lijst)
- Nationaal park Sangay in Ecuador (tot 2005 op de rode lijst)
- Wildpark Manas in India (tot 2011 op de rode lijst)

1977 · 
1978 · 
1979 · 
1980 · 
1981 · 
1982 · 
1983 · 
1984 · 
1985 · 
1986 · 
1987 · 
1988 · 
1989 · 
1990 · 
1991 · 
1992 · 
1993 · 
1994 · 
1995 · 
1996 · 
1997 · 
1998 · 
1999 · 
2000 · 
2001 · 
2002 · 
2003 · 
2004 · 
2005 · 
2006 · 
2007 · 
2008 · 
2009 · 
2010 · 
2011 · 
2012 · 
2013 · 
2014 · 
2015 · 
2016 · 
2017 · 
2018 · 
2019 · 
2020-2021 ·
2022-2023 ·
2024 ·
2025